# Tanjung Lenggang
Tanjung Lenggang is een bestuurslaag in het regentschap Langkat van de provincie Noord-Sumatra, Indonesië. Tanjung Lenggang telt 2897 inwoners (volkstelling 2010).